# Gaviotas
Gaviotas (spanisch für Möwen) ist eine Ökosiedlung in der östlichen Savanne Kolumbiens (Bezirk Vichada). Sie wurde im Jahr 1971 von Paolo Lugari gegründet, der Ingenieure und Wissenschaftler dorthin brachte, um zu erkunden, wie man in einem der unwirtlichsten Gebiete Südamerikas nachhaltig leben könnte. Heute leben dort etwa 200 Menschen.

## Technologie
Im Laufe der Jahre brachte die Gemeinschaft mehrere Erfindungen hervor, darunter eine Wippe, die eine Wasserpumpe antreibt, und ein auffälliges Windrad im Design einer Sonnenblume, die den Ebenen Kolumbiens gut angepasst ist. Lugari hebt hervor, dass man soziale Experimente nicht einfach aus den gemäßigten Klimazonen importieren kann. In Gaviotas hat man es sich zum Ziel gemacht, immer solche Lösungen zu suchen, die die Probleme in der Gemeinschaft vor Ort lösen.
Da bestehende Lösungen oft nur kostspielig angepasst werden können, bestehen die Erfindungen aus Gaviotas häufig aus Änderungen bestehender Produktionsmittel, durch die sich Dinge preiswert herstellen lassen, die sonst unerschwinglich wären. Eine der verbreitetsten Entwicklungen aus Gaviotas ist eine Wasserpumpe, die Grundwasserschichten anzapft, die sechsmal tiefer liegen als normal, und das mit weniger Aufwand. Andere Pumpen in der Region hoben und senkten einen Kolben in der Pumpe, während die Ingenieure in Gaviotas eine Pumpe schufen, die stattdessen den Kolben ruhen lässt und dafür einen PVC-Mantel um ihn herum bewegt.
Als führende Solarkollektorhersteller die Kosten und die aufwändige Herstellung von leistungsfähigen Solarkollektoren erläuterten, die in der oft bedeckten Gegend genügend Sonnenwärme einfangen würden, bauten die Ingenieure von Gaviotas eigene Kollektoren zur Warmwasserbereitung aus einfachen Baumaterialien, die den besonderen Erfordernissen der Gegend besser angepasst waren. Die Ökosiedlung stellt auch einige Baumaterialien selbst her, darunter einen einzigartigen Ziegel aus dem Erdboden der Region.
Man nimmt an, dass die Savanne in präkolumbianischer Zeit ein Teil des tropischen Regenwalds des Amazonas war, dass sich die Regenwaldgrenze aber im Laufe der Jahrhunderte immer weiter verschob. Die Ökosiedlung Gaviotas ist bekannt dafür, dass sie mehr als anderthalb Millionen Bäume in der Gegend anpflanzte. Das geschah ursprünglich, um zu sehen, was dort auf dem ausgelaugten Boden der Llanos überhaupt wachsen würde. Inzwischen sind sie zum herausstechenden Merkmal des dortigen Graslands geworden. Unter dem sich bildenden Blätterdach siedelten sich wegen des tropischen Klimas wieder Regenwaldpflanzen an, die dort früher heimisch waren. Das Harz, das man von diesen Bäumen erntet, ist inzwischen eine nachhaltige Einnahmequelle für Gaviotas.
Die Siedlung versorgt sich weitgehend selbst. Zu manchen Jahreszeiten wird Dieseltreibstoff benötigt. Derzeit wird daran gearbeitet, Biodiesel herzustellen und zu vermarkten.

## Geschichte
Der pragmatische Ansatz unterscheidet Gaviotas von vielen Philosophien und Ideologien. Anfangs wurde das Projekt von den Vereinten Nationen finanziell gefördert sowie von Gruppen, die umweltfreundliche Lösungen für das Wachstum der Bevölkerung in der Dritten Welt suchten. Als diese in den 1990er Jahren ihre Förderung einstellten, mussten die Bewohner sich anderswo nach einem Einkommen umsehen. Sie erkannten, dass der große Kiefernwald eine enorm nachhaltige Quelle für Harz und die vielen daraus herstellbaren Produkte wie Terpentin, Kolophonium und Musikinstrumente ist.
Die Umwandlung der Llanos bringt den Bewohnern ein blühendes Leben, doch ist das kein Beispiel für die Anwendung eines Niedrigtechnologie-Ansatzes. Gaviotas ist weitgehend unpolitisch. Diese Strategie hat es der Siedlung ermöglicht, in der Nachbarschaft von Kokapflanzern, paramilitärischen Gruppen, Militär und Guerillakämpfern zu gedeihen. Auch zu vielen öko-anarchistischen Gruppen besteht eine Distanz, weil es anfangs eine enge Bindung an die UNO und die kolumbianische Regierung gab.